# Gabriele Malaspina
Gabriele Malaspina (XIV secolo – 1359) è stato un vescovo cattolico italiano.

## Biografia
Fu vescovo della Diocesi di Luni dal 1351 al 1359. Figlio di Azzolino II Malaspina, fratello di Spinetta il Grande Marchese di Verrucola e di Barnaba, dal 1370 Vescovo di Atri e Penne, e successivamente arcivescovo di Pisa. Votatosi anch'egli alla carriera ecclesiastica, venne nominato Vescovo di Luni da Papa Clemente VI nel 1351 e quattro anni dopo, a Pisa, Carlo IV con diploma imperiale non solo gli ripristinò gli antichi privilegi da Vescovo-Conte di cui, quarant'anni prima il suo predecessore Gherardino Malaspina era stato spogliato da Arrigo VII, ma addirittura lo creò Principe del Sacro Romano Impero. Titoli e fasti solo onorifici, poiché tutti i possedimenti usurpati nel tempo restarono a chi li possedeva.
Nel 1353 per il suo prestigio guelfi e ghibellini lo scelsero per mettere pace fra le loro due fazioni e alla sua presenza, a Sarzana, strinsero accordi che durarono ben poco. Constatato che oramai era inutile accanirsi nel recuperare i beni temporali, si dedicò con solerzia alla missione di pastore, limitandosi, in campo politico, ad appoggiare i molteplici parenti malaspiniani e, se necessario, ad essere mediatore. Questo gli permise di essere il fedele esecutore testamentario dello zio Spinetta il Grande Marchese di Verrucola, che lo aveva nominato patrono per la chiesa di San Giovanni Battista in Sacco presso Verona, dove volle essere tumulato.
Alla morte dello zio Spinetta Malaspina, avvenuta nel 1352, non avendo questi figli maschi legittimi, i suoi domini passarono ai nipoti: Gabriele, Galeotto e Guglielmo Malaspina, che ottennero l'investitura a Marchesi da parte dell'imperatore Carlo IV nel 1355.
Nel 1357 è presente con il fratello Guglielmo ed Azzolino di Isnardo Malaspina in qualità di arbitro per la risoluzione delle contese e delle pretese territoriali della famiglia Vallisneri; ed emise sentenza il 22 giugno dello stesso anno.
Il governo detenuto pro indiviso sulle terre di Fosdinovo durò fino alla morte di Gabriele, che dei fratelli era la personalità più in vista. Dopodiché la signoria fu divisa.